# 蓝皮鼠大脸猫
《蓝皮鼠大脸猫》，是中国大陆在1994年由中国中央电视台推出的系列电视动画，改编自葛冰的童话《蓝皮老鼠大脸猫》。葛冰的其他代表作《小糊涂神儿》、《小精灵灰豆儿》后来也被央视改编成了动画。
该部动画片共分两部，第一部由中央电视台与深圳翡翠动画设计公司联合製作，共30集，于1993年制作，1994年7月下旬在中央电视台的新栏目《动画城》中首播，是中国最早制作的集数最多耗时最长的一部动画片。第二部由央视独立完成，共39集；前26集于2000年6月在央视首播，后13集于2001年春节播出。

## 剧情简介
讲述魔奇杂技团的一对明星搭档——蓝皮鼠和大脸猫之间嬉笑顽皮的幽默故事。

## 主要角色
- 蓝皮鼠
- 大脸猫
- 金豆豆和绿芳芳（一对甲虫，住在蓝皮鼠的耳朵里）

## 配音演员
| 姓名          | 角色   | 备注                                                   |
| 王雪纯 刘艺   | 蓝皮鼠 | 蓝色老鼠，大耳朵，聪明伶俐，鬼点子多，斤斤计较。       |
| 李立宏 张文渔 | 大脸猫 | 黄色猫，身材肥胖，贪吃，呆头呆脑，胆小怕事，心直口快。 |

## 奖项
2006年中国十大国产动画片。